# Anne-Laure Bondoux
Anne-Laure Bondoux (23 aprile 1971) è una scrittrice francese, autrice di libri per giovani, apprezzati anche da un pubblico adulto.

## Biografia
Anne-Laure Bondoux è originaria della regione parigina, dove vive oggi con i suoi due bambini. Ha seguito degli studi in lettere moderne, ed ha ottenuto una laurea in lettere. Si interessa particolarmente alla scrittura per i bambini con disabilità, con i quali ha creato delle atelier di scrittura che hanno ricevuto il premio "Fondation de France".

Dopo aver lavorato nell'ambiente del teatro, ha conosciuto nel 1996 la redazione di "J'aime lire" ("Amo leggere") a "Bayard Presse", ed ha anche partecipato all'inaugurazione di un nuovo giornale, "Maximum". Ha abbandonato l'attività di giornalista nel 2000 per dedicarsi esclusivamente alla scrittura di romanzi per giovani e per adulti, alla musica e al teatro. 
Nel 2009 ha pubblicato in Italia, per le Edizioni San Paolo, il romanzo Le lacrime dell'assassino (Les larmes de l'assassin), con il quale ha vinto il Premio Andersen come miglior libro oltre i 12 anni e il Super Premio Andersen. Sempre nel 2009, per lo stesso editore, sono usciti La vita come viene (La vie comme elle vient) e Figlio della fortuna (romanzo) (Le temps des miracles).

### Romanzi
- L'alba sarà grandiosa (L'aube sera grandiose), edito in Italia da Edizioni San Paolo, 2018
- Pépites
- Le lacrime dell'assassino (Les larmes de l'assassin), edito in Italia da Edizioni San Paolo, 2009
- La vita come viene (Le vie comme elle vient), edito in Italia da Edizioni San Paolo, 2009
- Figlio della fortuna (Le temps des miracles), edito in Italia da Edizioni San Paolo, 2010
- La princetta et le capitaine
- Linus Hoppe contro il destino(Le destin de Linus Hoppe)2001
- La seconde vie de Linus Hoppe
- La tribu (Le peuple des rats)
- Finché siamo vivi (Tant que nous sommes vivants), Mondadori 2016, isbn 9788804663997

### Testi illustrati
- Mon amie d'Amérique
- Les bottes de Grand-Chemin
- Noémie superstar
- Voilà comment je suis devenu un héros!
- Le croquemitaine
- Le prince Nino à la maternouille
- Qu'est-ce que tu vas faire de toi?